# Понтийски гърци
Понтийци са името на гърците, които идват от района на Понт, т.е. южните брегове на Черно море, в североизточна Мала Азия, както и от района на Кавказ. Наричат себе си ромеи (Ρωμαίοι). Присъствието на гърци в региона на Понт датира от древността до съвремието, когато мнозинството от тях (християните понтийци) са прехвърлени в Гърция, с размяната на населението, последвала катастрофата в Мала Азия от 1922 г. и геноцида на гръцките понтийци отприщени от младотурците през 1919 г. Тези понтийци, които са имигрирали в Руската империя или са избягали в СССР, след кратък период на просперитет, последван от жестоко преследване от сталинисткия режим, са били принудени да се преместят в Гърция след разпадането на Съюза .
Понтийците (на гръцки: Πόντιοι, Ποντιακός Ελληνισμός, Έλληνες του Πόντου; на турски: Pontus Rumları) или още и понтийските гърци са етническа група от гръцки произход, потомци на имигранти от исторически Понт в североизточната част на Мала Азия (днес Турция). Говорят понтийски език.
Те живеят в Украйна, Грузия (по-голямата част са напуснали страната) и Русия (републиките и регионите на Северен Кавказ), Казахстан, Гърция и Турция. Самоопределението ромеи при тях преминава в понтийци, дадено им от гърците от метрополията. Говорят понтийски език, който сега е почти изчезнал. През ХХ век приемат за употреба руски или гръцки езики турски турски език.

## История
Първите гръцки поселения в района на Черно море могат да се проследят още от древногръцката митология. Древна Колхида е разположена в Понта и към нея потеглят по море Язон и аргонавтите в търсене на Златното руно. Митът е записан от Аполоний Родоски в неговата работа „Аргонавтика“. Съвременните историци датират експедицията с Арго около 1200 г. пр.н.е. въз основа на описанието дадено от Аполоний Родоски.
Първата засвидетелствана древногръцка колония по брега на Понта е Синоп, който е основан на северния бряг на древна Анатолия около 800 г. пр.н.е. Поселниците в Синоп са били търговци от йонийския гръцки град-държава Милет. След колонизирането на брега на Черно море, морето става известно в гръцкия свят Pontos Axeinos (Неприветливо море), видоизменен топоним-антоним на името на Pontos Euxeinos (Гостоприемното море). По онова време по цялото Черноморско крайбрежие (днес в Турция, България, Грузия, Русия, Украйна и Румъния), броя на гръцките колонии нараства. Областта Трапезус, по-късно наречена от Комнините Трапезунд, сега Трабзон, се споменава в известната Ксенофонтова „Анабазис“, в която авторът описва как той и останалите 10 000 гръцки наемници, пристигнали до бреговете на Понт и се стоварили по земите на Понта.
В Понтийския район е организирано около 281 г. пр.н.е. царството на Митридат I Понтийски, който родствено произлиза от Ариобарзан I, кмет на древногръцкия град Киос. Най-известния потомък на Митридат I, е Митридат VI Понтийски, който между 90 до 65 г. пр.н.е. води известните митридатови войни с Древен Рим, но в крайна сметка е победен и царството принудено да признае върховната власт на Рим, въпреки че, Понтийското царство непосредствено преди поражението се разширява към Витиния.
Една от спасилите се от римско завоевание понтийски колонии в Крим започва да се нарича Боспорско царство, докато през IV век не е превзета от хуните. Останалата малоазийска част от Понт става част от Римската империя, а планинския район на Халдия е изцяло включен към империята през 2 век. Понт е родно място на династията Комнини, управлявали Византийската империя от 1082 до 1185 г., време на своеобразна византийска реконкиста в Мала Азия срещу селджукските турци.

## Колекция от снимки
- Богато понтийско гръцко семейство в Женева
- Гръцко семейство от средната класа на Понт
- Понтийско гръцко семейство в двора на къща в Трапезунд
- Гръцки понтийски дами и деца от Трапезунд Гръцки понтийски дами и деца от Трапезунд
- Гръцка понтийска двойка в Трапезунд
- Понтийски гръцки отбор по лека атлетика от Керасунда
- Гръцки понтийски ученици от Трапезунд
- Гръцката атлетическа асоциация на Мерзифон "понтос" в началото на 20 век
- Понтийски гърци в Батуми, Грузия
- Понтийско гръцко кану, край бреговете на Трапезунд
- Понтийско семейство от Русия в началото на века, облечено в традиционна носия
- Гръцки Понтий от Кавказ, като член на руската императорска армия